# Ernst Bischoff (Mediziner)
Ernst Bischoff (geboren 6. Februar 1868 in Graz; gestorben 11. April 1957) war ein österreichischer Psychiater und Neuropathologe. Neben zahlreichen Artikeln in Fachzeitschriften ist er vor allem durch sein Lehrbuch der gerichtlichen Psychiatrie von 1912 einem größeren Kreis bekannt geworden.

## Leben
Bischoff studierte von 1886 bis 1892 Medizin an der Universität Graz. Ebenda promovierte er 1892 und begann er seine Assistenzarztausbildung an der Psychiatrischen und Nervenklinik der Universität Graz, zunächst unter Julius Wagner-Jauregg, dann unter Gabriel Anton.
Nach seiner Assistenzzeit an der Grazer Universitätsklinik wechselte er als Assistenzarzt an die Landes-Irrenanstalt Wien unter Adalbert Tilkowsky. 1899 wurde er aushilfsweise an die Niederösterreichische Landes-Irrenanstalt Klosterneuburg versetzt.
1901 habilitierte er sich an der Universität Wien als Privatdozent für Psychiatrie und Nervenheilkunde, wurde gleichzeitig Gutachter am Landgericht Wien und ordinierender Arzt an der Wiener Irrenanstalt am Steinhof. Daneben praktizierte er, wie damals üblich, auch in einer eigenen Privatpraxis in Wien. Über viele Jahre unterrichtete Bischoff v. a. forensische Psychiatrie an der Universität Wien. Während dieser Zeit entstand auch sein Lehrbuch der gerichtlichen Psychiatrie (1912).

## Werke
Eine Bibliografie seiner Zeitschriftenbeiträge findet sich bei Alma Kreuter. Deutschsprachige Neurologen und Psychiater: Ein biographisch-bibliographisches Lexikon von den Vorläufern bis zur Mitte des 20. Jahrhunderts. München, New Providence, London, Paris : Saur 2013, Band 1, S. 145-146.
| Personendaten    | Personendaten                                  |
| ---------------- | ---------------------------------------------- |
| NAME             | Bischoff, Ernst                                |
| KURZBESCHREIBUNG | österreichischer Psychiater und Neuropathologe |
| GEBURTSDATUM     | 6. Februar 1868                                |
| GEBURTSORT       | Graz                                           |
| STERBEDATUM      | 11. April 1957                                 |